# Shaheen-II
Le Shaheen-II (appellation militaire Hatf-VI c'est à dire Cible-6) est un missile balistique à moyenne portée sol-sol développé par le Pakistan et en service dans les forces armées de ce pays (2025). Il peut porter une ogive thermonucléaire ou une charge militaire conventionnelle. Il a été développé entre 2000 et 2013 par la  National Engineering & Scientific Commission organisation pakistanaise en charge du développement des principales armes du pays. Le premier tir de test a été effectué en 2004 et il est entré en service en 2014. En 2020 il était estimé que le Paskistan disposait de moins de 50 missiles Shaheen-II.
Shaheen-II fait partie d'une série de missiles à tête nucléaire dont dispose le Pakistan qui comprend également les missiles à courte portée Abdali (Hatf-2), Ghaznavi (Hatf-3), Shaheen-I/A (Hatf-4) et Nasr (Hatf-9) ainsi que le missile à moyenne portée Ghauri (Hatf-5). Il contribue à la stratégie de dissuasion nucléaire du Pakistan dont l'objectif principal est d'empêcher l'Inde de déclencher un conflit majeur sous peine de subir des pertes inacceptables

## Caractéristiques techniques
Le missile Shaheen-II comprend deux étages propulsés par des moteurs à propergol solide. Sa portée est comprise selon les sources entre 1500 et 2000 kilomètres. Il est haut de 17,2 mètres pour 1,4 mètres de diamètre et sa masse au lancement est de 23,6 tonnes. Le missile est transporté et mis en position de tir par un tracteur-érecteur-lanceur à six essieux aux caractéristiques très proches du  véhicule russe MAZ-547V qui était mis en oeuvre par les missiles SS-20.